# Сервельо, Жорди
Жо́рди Сервельо́ (кат. Jordi Cervelló i Garriga; 18 октября 1935, Барселона — 2 сентября 2022, Фигерес) — каталонский композитор.

## Биография
Изучал в Барселоне игру на скрипке у Жоана Массиа, затем совершенствовал своё исполнительское мастерство в Милане под руководством Франко Туфари и Ойгена Прокопа, однако в 1960 году травма, полученная при автомобильной аварии, положила конец его карьере скрипача. Вернувшись в Барселону, обратился к изучению композиции под руководством Жозепа Марии Ромы. Впервые привлёк к себе внимание Концертной фантазией для скрипки с оркестром, исполненной в рамках Декады каталонских композиторов на VIII Международном музыкальном фестивале в Барселоне (1970). В 1971 году в Испании, а затем и в других странах с успехом прозвучала пьеса Сервельо для оркестра «Анна Франк, символ», в 1973 году он был удостоен муниципальной премии Барселоны за оркестровые Секвенции на одну смерть (исп. Sequences sobre una mort), в дальнейшем записанные Королевским филармоническим оркестром под управлением А. Рос Марбы.
Среди дальнейших значительных сочинений Сервельо — симфоническая поэма «К бесконечному» (фр. Vers l'infinit, по мотивам стихотворения Джакомо Леопарди), соната для виолончели соло «Памяти Пау Казальса», Концерт для скрипки и струнного оркестра (1993, посвящён Владимиру Спивакову). Произведения Сервельо для струнного оркестра были записаны Оркестром Государственного Эрмитажа, струнные квартеты — российским квартетом «Атриум».
Скончался 2 сентября 2022 года.